# John James Wrathall
John James Wrathall (* 28. August 1913 in Lancaster, Lancashire, England; † 31. August 1978 in Salisbury, Rhodesien) war ein rhodesischer Politiker.

## Biografie
Wrathall wanderte 1936 nach Rhodesien aus und war zunächst bis 1946 Mitarbeiter der Steuerverwaltung von Südrhodesien. Danach eröffnete er ein Steuerberatungs- und Buchhaltungsbüro in Bulawayo. Er begann seine politische Laufbahn zunächst 1949 als Mitglied des Stadtrates von Bulawayo und dann 1954 als Mitglied der United Rhodesia Party (URP) mit der Wahl zum Abgeordneten der Legislativversammlung (Legislative Assembly) von Südrhodesien. 1962 gehörte er neben Ian Smith zu den Gründern der Rhodesischen Front (Rhodesian Front Party).
Als Smith 1964 zunächst Premierminister von Südrhodesien wurde, berief dieser ihn zum Finanzminister in dessen Kabinett. In diesem Amt war er maßgeblich am Schutz der Wirtschaft des Landes zur Umgehung von Sanktionen der Vereinten Nationen gegenüber Rhodesien. Zugleich wurde er Postminister und war außerdem von 1963 bis 1964 Minister für afrikanische Bildung.
Am 11. November 1965 gehörte er zu den Unterzeichnern der einseitigen Unabhängigkeitserklärung Rhodesiens vom Vereinigten Königreich. Im Anschluss übernahm er neben dem Amt des Finanz- und Postministers auch das des Stellvertretenden Premierministers in der Regierung von Smith. Im Rahmen einer Kabinettsumbildung gab er 1973 das Amt des Postministers an Roger Hawkins ab.
Am 14. Januar 1976 wurde er als Nachfolger des am 31. Dezember 1975 zurückgetretenen Clifford Dupont Präsident von Rhodesien und übernahm am gleichen Tag dieses Amt vom kommissarischen Präsidenten (Acting President) Henry Everard. Am 31. August 1978 starb er während seiner Amtszeit.